# Церква Покрови Пресвятої Богородиці (Ждиня)
 Пам'ятка культури Малопольського воєводства: реєстраційний номер  A-597 від 10 червня 1989 року.
Церква Покрова Пресвятої Богородиці (пол. Cerkiew Opieki Matki Bożej) — чинна дерев'яна церква парафії Перемишльсько-Новосончівської єпархії Православної церкви Польщі у селі Ждиня. Внесена до списку об'єктів на «Шляху дерев’яної архітектури в Малопольському воєводстві».

## Історичний огляд

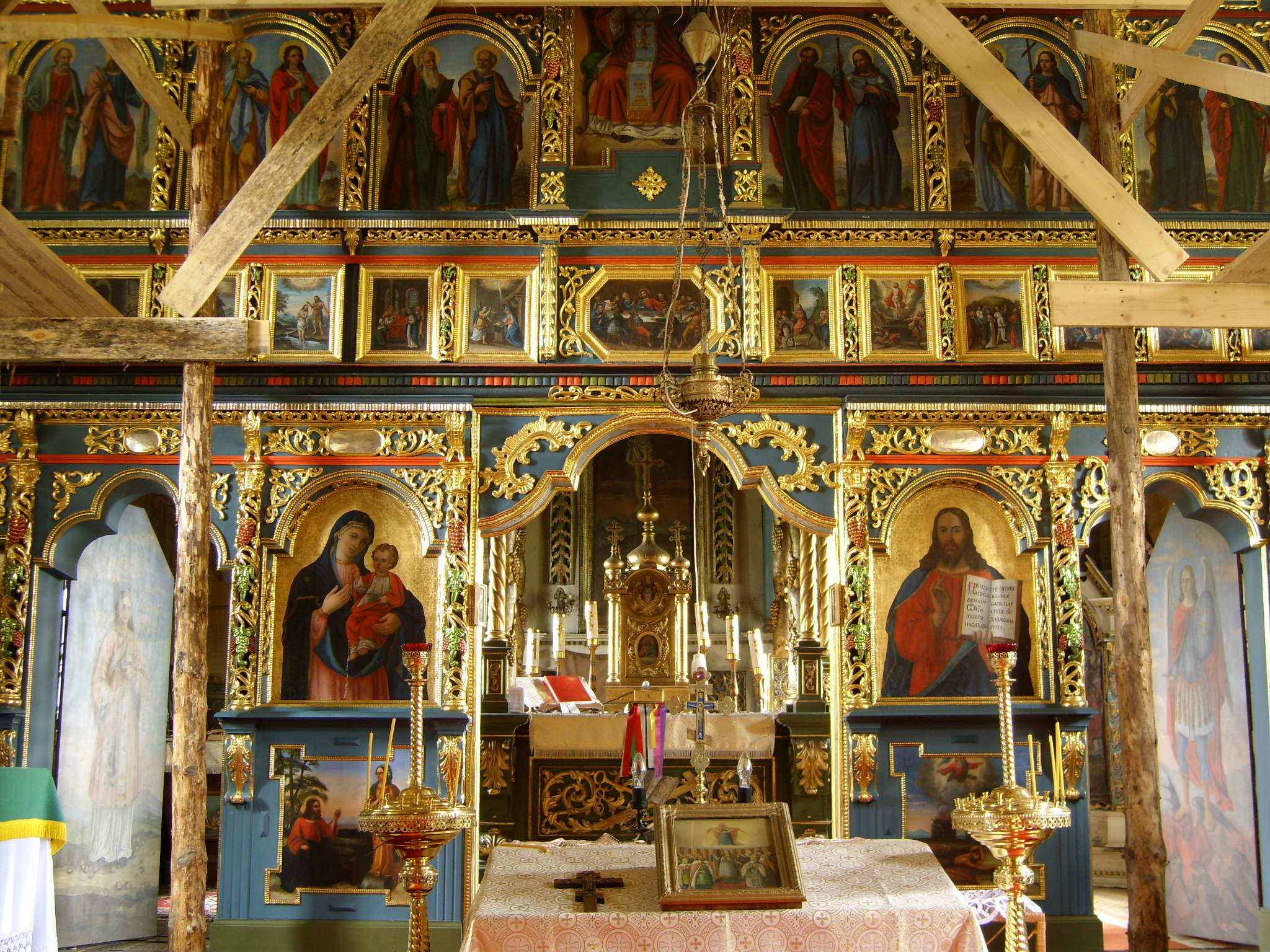
Бароковий іконостас

Першу церкву в Ждині звели в першій половині XVI столітті. Теперішня будівля з'явилась 1795 року.
Спочатку церква належав греко-католицькій громаді.
1947 року під час операції «Вісла» лемки були переселені на західні території Польщі, а храм передали у державну власність. 1956 року після повернення депортованих до села церкву спільно використовували римо-католицька й православна громади Ждині.
Згідно із Законом від 17 грудня 2009 року про регулювання правового статусу церковного майна храм передали у власність Православній церкві Польщі.

## Архітектура
Дерев'яна церква збудована у західнолемківському архітектурному стилі. У плані — тридільний: бабинець, нава й вівтар. Над бабинцем зведена дерев'яна прямокутна дзвіниця, увінчана ліхтарем з латинським хрестом. Так само височіють бані над навою і нижчим від неї вівтарем.

## Інтер'єр
Усередині церкви зберігся іконостас з елементами бароко, датований XVIII століття, який відреставрували 2007 року. Внутрішні стіни покриті поліхромією.
Церква оточена кам'яним муром з брамою-дзвіницею.
10 червня 1989 року внесена до реєстру пам'яток архітектури.